# Rosendo Balinas
Rosendo Carreon Balinas (Manila, 10 settembre 1941 – Antipolo, 24 settembre 1998) è stato uno scacchista filippino, Grande Maestro.

## Biografia
Di professione avvocato, rappresentò le Filippine in cinque olimpiadi degli scacchi dal 1964 al 1976. Nelle olimpiadi di L'Avana 1966 ottenne 15,5 punti su 20 partite, vincendo la medaglia d'argento in terza scacchiera (dietro a Mikhail Tal, che vinse l'oro con 11 punti su 13 partite).
Vinse quattro volte il Campionato delle Filippine (1961, 1964, 1966 e 1971).
Nel 1967, in una simultanea con l'orologio di Bobby Fischer a Manila contro dieci maestri filippini, Balinas fu il solo ad ottenere la divisione del punto.
Nel 1968 vinse l'open Manila alla pari con Svetozar Gligorić. In luglio-agosto 1976 vinse il torneo di Odessa con 10 /14, con un punto di vantaggio su Lev Alburt e Vladimir Savon, seguiti da Konstantin Lerner, Georgi Tringov, Tarjan, Vladimir Tukmakov, Anatoly Lutikov e David Bronstein.
In seguito a questo risultato la FIDE gli attribuì il titolo di Grande Maestro, il secondo delle Filippine dopo Eugenio Torre, che ottenne il titolo due anni prima.
Nel 1981 vinse a Hangzhou con la nazionale delle Filippine il campionato asiatico a squadre. Dal 1982 al 1985 fu allenatore della nazionale di scacchi degli Emirati Arabi Uniti.
Morì di cancro nel 1998 all'età di 56 anni.